# تفسیر نیشابوری
تفسیر نیشابوری از تفاسیر است به سال ۷۲۸ تألیف گردیده‌است.

## غرائب القرآن
غرائب القرآن و رغائب الفرقان یا به اختصار غرائب القرآن، معروف به تفسیر نیشابوری، یک تفسیر کلاسیک اهل سنت-صوفی از قرآن است. تألیف نظام‌الدین حسن نیشاپوری، محقق شافعی اشعری، که تفسیر فخر رازی را در بسیاری از جاها از نزدیک دنبال می‌کند. این اولین تفسیر قرآن به زبان عربی است که در هند نوشته شده‌است.
این تفسیر محصولی است از آنچه در تفسیر کبیر فخر رازی و بسیاری از تفسیرهای دیگر است، در طرح مباحث هستی‌شناسی و فلسفی بسیار متأثر از فخر رازی است.